# Parapodisma hyonosenensis
Parapodisma hyonosenensis är en insektsart som beskrevs av Tominaga, O. och Tadao Kano 1996. Parapodisma hyonosenensis ingår i släktet Parapodisma och familjen gräshoppor.

## Underarter
Arten delas in i följande underarter:
- P. h. hyonosenensis
- P. h. kibi